# 1号科罗拉多州州道

1号科罗拉多州州道（英語：Colorado State Highway 1，SH-1）是美国科罗拉多州北部的一条东北-西南走向的州级公路，全长10.053英里（16.179），线路全部位于拉里默爾縣境内，南起县治科林斯堡城北接287号美国国道（US-287）与14号科罗拉多州州道（SH-14），折向东北至惠灵顿接25號州際公路（I-25）与87号美国国道（US-87）。